# Høgnorsk
Het  Høgnorsk (letterlijk: Hoognoors) is een niet-officiële schrijfvorm van het Noors, en een conservatieve versie van het Nynorsk (Nieuwnoors).  Het Høgnorsk heeft de meeste spellingsverschillen tussen het Nynorsk en het Bokmål (boekentaal) behouden. Deze waren verwijderd in een reeks spellingshervormingen na 1917.  
Het Bokmål staat in vergelijking met het Høgnorsk en Nynorsk dichter bij het geschreven Deens. De hervormingen van 1917, 1938 en 1959 nivelleerden deels de grammatica- en spellingsverschillen tussen beide standaardtalen.  Deze hervormingen werden echter het onderwerp van een verhit debat en conservatieve, niet-officiële varianten van beide schrijftalen, Høgnorsk en Riksmål (Rijkstaal), verschenen langzaam maar zeker ten tonele.  Het Høgnorsk wordt gesteund door het Ivar Aasensambandet en de activisten van het blad Målmannen, maar heeft in de praktijk maar weinig actieve gebruikers.  